# Konstancjusz Gallus
Konstancjusz Gallus, Flavius Claudius Constantius Gallus, (ur. 325 w Massa Weternensis w Etrurii, zm. 354) – cezar Wschodu od 351 do 354 roku.
Urodził się w 325 r. w Etrurii w mieście Massa Waternensis. Jego ojcem był Juliusz Konstancjusz, przyrodni brat Konstantyna. Gallus był przyrodnim bratem przyszłego cesarza Juliana Apostaty.
Był negatywnie oceniany przez współczesnych mu  jako okrutny i żądny bogactw tyran. W czasie swojego panowania Gallus musiał poradzić sobie z żydowską rebelią w Palestynie. Za popełnione nadużycia władzy został zdjęty z urzędu i skazany w 354 roku przez cesarza Konstancjusza II na śmierć. Żoną Gallusa była Konstantyna.